# Wiesław Wojciechowski
Wiesław Wojciechowski (ur. 23 marca 1924 w Warszawie, zm. 13 grudnia 2006 tamże) – polski wojskowy, generał dywizji LWP.

## Życiorys

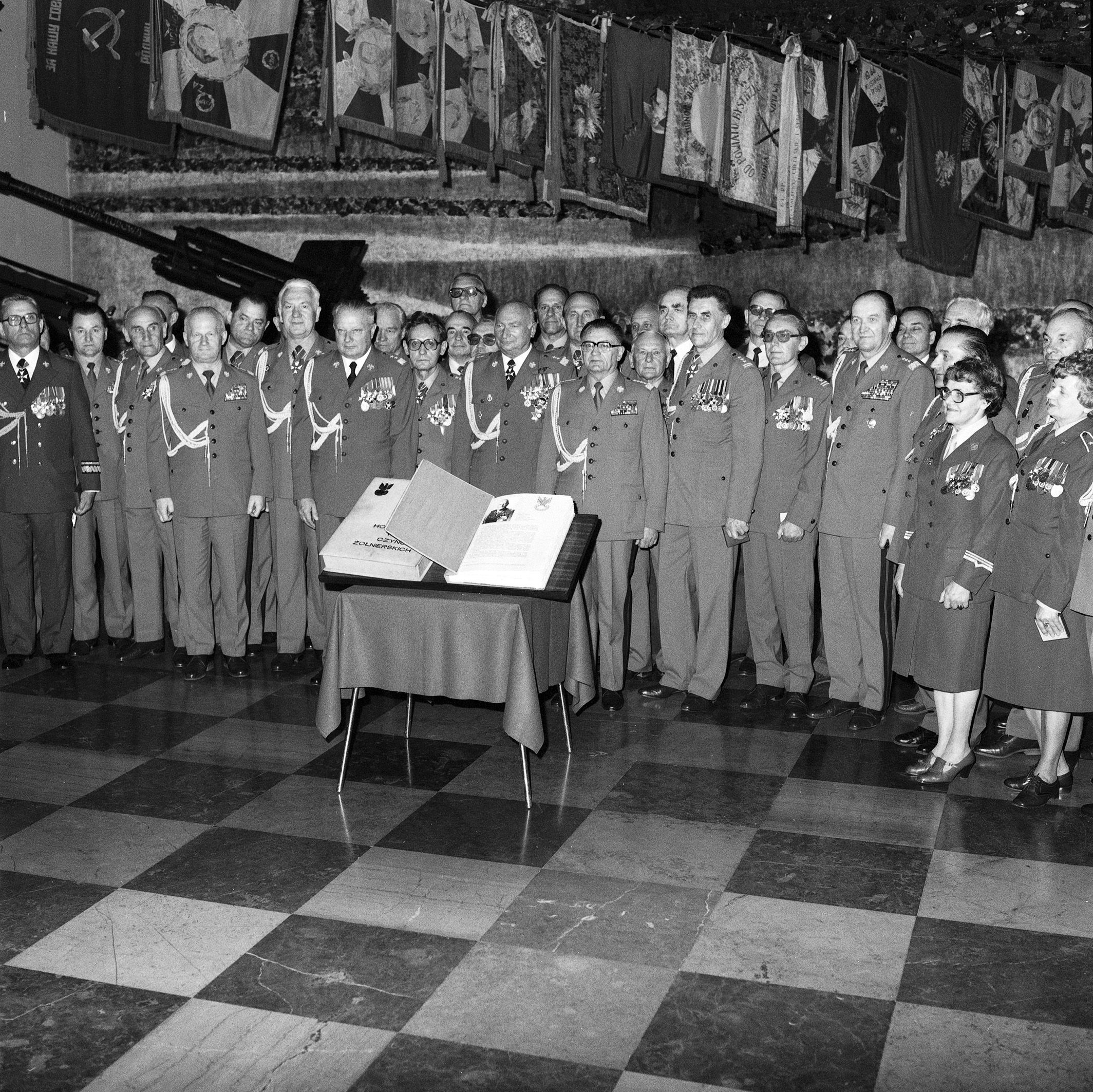
Spotkanie kierownictwa MON ze wszystkimi generałami, oficerami i żołnierzami WP wpisanymi do Honorowej Księgi Czynów Żołnierskich od czasu jej ustanowienia z okazji 40-lecia Zwycięstwa, Sala Zwycięstwa Muzeum Wojska Polskiego, 9 maja 1985 r. Od lewej: kontradmirał Aleksy Parol, gen. broni Józef Użycki, gen. bryg. Marian Pasternak, gen. broni Józef Baryła, gen. bryg. Henryk Kondas, gen. bryg. Władysław Jura, gen. dyw. Wiesław Wojciechowski, NN, gen. dyw. pil. Roman Paszkowski, gen. armii Florian Siwicki, płk Henryk Gradzik, płk Roman Leś, płk Tadeusz Bieniasz, NN, gen. broni Mieczysław Obiedziński, płk Stefan Rutkowski, płk prof. Stanisław Barański i inni

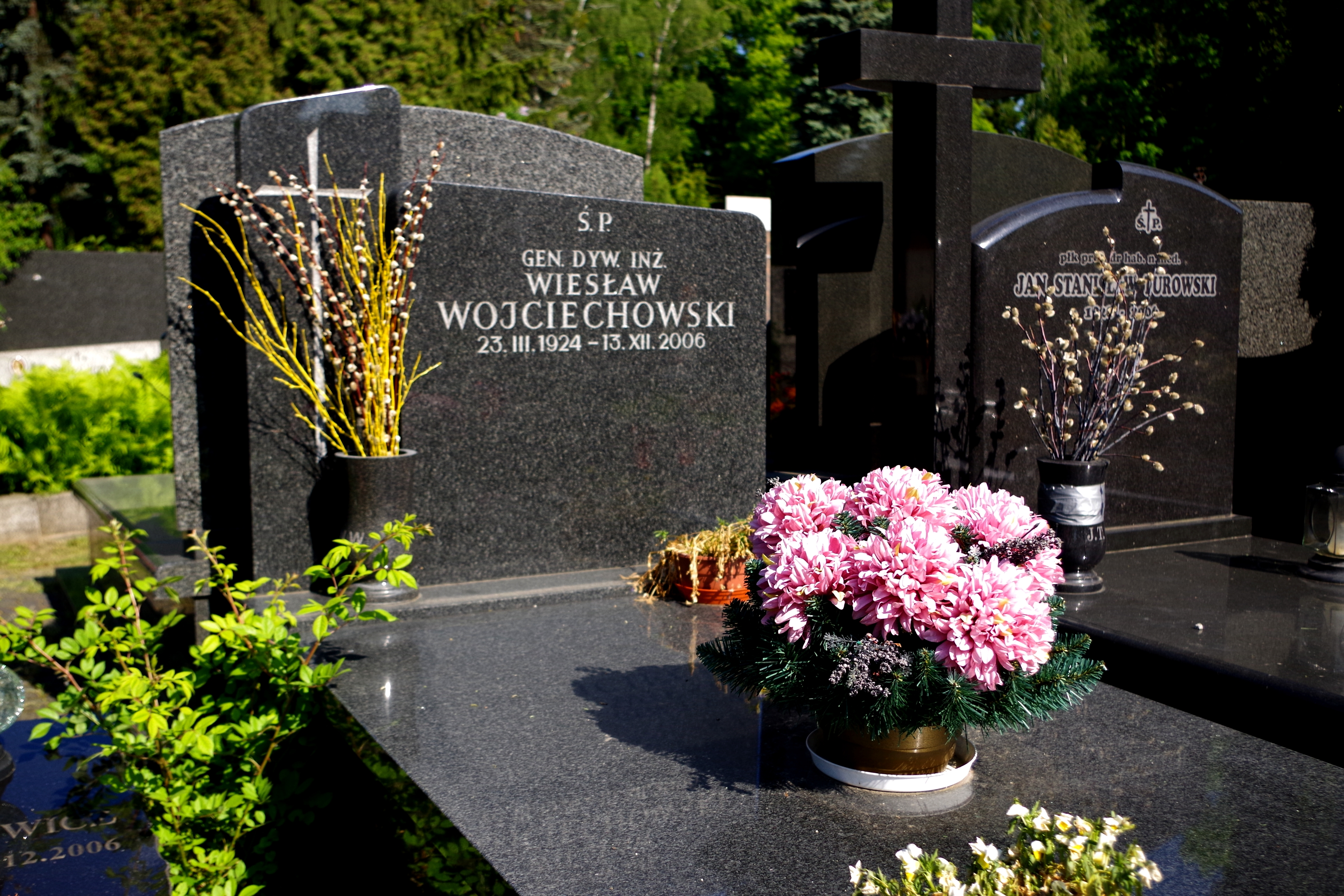
Grób gen. Wiesława Wojciechowskiego na Cmentarzu Wojskowym na Powązkach w Warszawie

Do 1939 skończył 2 klasy gimnazjum, a do 1944 elektrotechniczną szkołę zawodową. W listopadzie 1944 wstąpił do WP, w maju 1945 skończył Oficerską Szkołę Łączności w Zamościu w stopniu podporucznika. 1946–1949 studiował w Szkole Inżynierskiej w Warszawie na Wydziale Elektrycznym, potem krótko pracował w Państwowym Instytucie Telekomunikacyjnym, następnie w Wojskowym Instytucie Technicznym. Od stycznia 1952 w Sztabie Generalnym WP, gdzie był kolejno starszym pomocnikiem kierownika sekcji I Wydziału IV Oddziału III (czerwiec-wrzesień 1949), starszym pomocnikiem szefa IX Wydziału do spraw telekomunikacji państwowej (wrzesień 1949 - marzec 1950), pomocnikiem kierownika sekcji telekomunikacji państwowej w Oddziale III (marzec - maj 1950), pomocnikiem kierownika II sekcji V Wydziału (1950-1951), pomocnikiem kierownika II sekcji telekomunikacji państwowej V Wydziału (1951-1952), a od listopada 1952 starszym pomocnikiem szefa III Wydziału Zarządu I Operacyjnego Sztabu Generalnego WP. Od 1954 służył w  Dowództwie Wojsk Obrony Przeciwlotniczej Obszaru Kraju, gdzie był pomocnikiem dowódcy do spraw radiolokacji (marzec 1954 - luty 1955), zastępcą szefa sztabu do spraw radiotechnicznych (luty 1955 - lipiec 1956), starszym inżynierem radiolokacji - zastępcą szefa Oddziału Służby Radiotechnicznej (lipiec 1956 - sierpień 1957), głównym inżynierem radiolokacji sztabu Dowództwa Wojsk Lotniczych i Obrony Przeciwlotniczej Obszaru Kraju - zastępcą szefa Oddziału Służby Radiotechnicznej (sierpień 1957 - czerwiec 1959) oraz szefem wydziału produkcji Zarządu Elektroniki sztabu Dowództwa Wojsk Lotniczych i Obrony Przeciwlotniczej Obszaru Kraju (czerwiec 1959 - maj 1960). W maju 1960 został ponownie przeniesiony do Zarządu I Operacyjnego Sztabu Generalnego WP, gdzie pełnił funkcję szefa Oddziału Przeciwdziałania Radioelektronicznego (do maja 1967). W 1968 został wysłany do Indonezji w celu zorganizowania tam ośrodka szkolenia wojsk radiotechnicznych. Od lutego 1969 szef Wojsk Radiotechnicznych w Dowództwie Wojsk Obrony Powietrznej Kraju, a od września 1972 zastępca dowódcy Wojsk OPK ds. techniki i zaopatrzenia. W październiku 1973 na mocy uchwały Rady Państwa PRL został awansowany do stopnia generała brygady (nominację wręczył mu w Belwederze I sekretarz Komitetu Centralnego PZPR Edward Gierek), a w październiku 1983 do stopnia generała dywizji (nominację wręczył mu przewodniczący Rady Państwa PRL prof. Henryk Jabłoński). Od października 1981 był zastępcą Głównego Inspektora Techniki WP – szefem badań i rozwoju techniki wojskowej. W latach 1985–1988 urlopowany z wojska w związku ze sprawowaniem funkcji radcy handlowego w Biurze Radcy Handlowego Ambasady PRL w Moskwie. Od grudnia 1988 przebywał w dyspozycji MON. W listopadzie 1989 pożegnany przez ministra obrony narodowej gen. armii Floriana Siwickiego w związku z zakończeniem zawodowej służby wojskowej. Na podstawie rozkazu ministra obrony narodowej nr pf 154 z 2 grudnia 1989 został  przeniesiony w stan spoczynku z dniem 14 lutego 1990. 
Pochowany na cmentarzu Powązki Wojskowe w Warszawie (kwatera FII-2-9).
Należał do prekursorów radiolokacji i był współzałożycielem Wojsk Radiotechnicznych, a także organizatorem pionu przeciwdziałania radioelektronicznego w siłach zbrojnych. W 1980 otrzymał nagrodę państwową (zespołową) II stopnia za udział w opracowaniu i wdrożeniu zautomatyzowanego systemu radiolokacyjnego. W 1978 otrzymał nagrodę (zespołową) I stopnia ministra obrony narodowej za opracowanie zestawu urządzeń radiolokacyjnych.

## Awanse
W trakcie wieloletniej służby w Wojsku Polskim otrzymywał awanse na kolejne stopnie wojskowe:
- podporucznik – 1945
- porucznik - 1949
- kapitan – 1950
- major – 1953
- podpułkownik – 1957
- pułkownik – 1961
- generał brygady – 1973
- generał dywizji – 1983

## Życie prywatne
Był synem Leona i Marianny z domu Wąsik. Od 1959 żonaty z Izabellą Teresą z domu Litwinowicz. Małżeństwo miało córkę.

## Odznaczenia i wyróżnienia
- Order Sztandaru Pracy I klasy (1984)
- Krzyż Oficerski Orderu Odrodzenia Polski (1976)
- Krzyż Kawalerski Orderu Odrodzenia Polski (1969)
- Złoty Krzyż Zasługi (1968)
- Srebrny Krzyż Zasługi (1957)
- Medal 30-lecia Polski Ludowej
- Medal 40-lecia Polski Ludowej
- Złoty Medal „Siły Zbrojne w Służbie Ojczyzny”
- Złoty Medal „Za zasługi dla obronności kraju”
- Brązowa Odznaka „Za zasługi w ochronie porządku publicznego” (1974)[4]
- Odznaka Honorowa Polskiego Czerwonego Krzyża I stopnia (1973)[5]
- Złota odznaka honorowa „Za Zasługi dla Warszawy” (1978)[6]
- Wpis do Honorowej Księgi Czynów Żołnierskich (1981)
- Nagroda Państwowa II stopnia (1980)
- Nagroda MON I stopnia (1978)

I inne.